# Marathon van Eindhoven 1998
De marathon van Eindhoven 1998 werd gelopen op zondag 11 oktober 1998. Het was de vijftiende editie van deze marathon.
Bij de mannen zegevierde de Pool Grzegorz Gajdus in 2:10.51, nadat hij in de twee voorafgaande jaren in Eindhoven al een keer tweede en vierde was geworden. Bij de vrouwen werd de wedstrijd voor de tweede keer gewonnen door Simona Staicu in 2:36.05. De wedstrijd deed ook dienst als Nederlands kampioenschap. De nationale titels werden veroverd door Luc Krotwaar en Mieke Hombergen, die respectievelijk als derde in 2:12.45 en als tweede in 2:42.02 over de finish kwamen. Hombergen, die de wedstrijd eerder al drie maal op haar naam had geschreven, prolongeerde hiermee haar titel.

## Uitslagen

### Mannen
| rang   | naam              | land | tijd    | opmerkingen |
| ------ | ----------------- | ---- | ------- | ----------- |
| Goud   | Grzegorz Gajdus   | POL  | 2:10.51 |             |
| Zilver | Dmitriy Kapitonov | RUS  | 2:12.42 |             |
| Brons  | Luc Krotwaar      | NED  | 2:12.45 | 1e NK       |
| 4      | Artur Osman       | POL  | 2:12.55 |             |
| 5      | Igor Osmak        | UKR  | 2:13.03 |             |
| 6      | John Kiprono      | KEN  | 2:13.58 |             |
| 7      | Mikhail Khobotov  | RUS  | 2:16.02 |             |
| 8      | Samson Negobolus  | KEN  | 2:18.53 |             |
| 9      | Peter Visser      | NED  | 2:19.40 | 2e NK       |
| 10     | Charles Omwoyo    | KEN  | 2:19.50 |             |
| 11     | Jeroen van Damme  | NED  | 2:20.03 | 3e NK       |
| 12     | John Kemboi       | KEN  | 2:21.31 |             |
| 14     | Dick van de Broek | NED  | 2:22.45 | 4e NK       |
| 15     | Paul Hagendoorn   | NED  | 2:23.43 | 5e NK       |
| 16     | Toon Heeren       | NED  | 2:25.50 | 6e NK       |
| 18     | Hamid Oubadriss   | FRA  | 2:29.30 |             |
| 20     | Paul Yego         | KEN  | 2:30.03 |             |

### Vrouwen
| rang   | naam               | land | tijd    | opmerkingen |
| ------ | ------------------ | ---- | ------- | ----------- |
| Goud   | Simona Staicu      | ROU  | 2:36.05 |             |
| Zilver | Mieke Hombergen    | NED  | 2:42.02 | 1e NK       |
| Brons  | Christine Toonstra | NED  | 2:48.00 | 2e NK       |
| 4      | Agnes Hijman       | NED  | 2:48.57 | 3e NK       |
| 5      | Manna Kwak         | NED  | 2:53.38 | 4e NK       |

1959 ·
1960 ·
1982 ·
1984 ·
1986 ·
1988 ·
1990 ·
1991 ·
1992 ·
1993 ·
1994 ·
1995 ·
1996 ·
1997 ·
1998 ·
1999 ·
2000 ·
2001 ·
2002 ·
2003 ·
2004 ·
2005 ·
2006 ·
2007 ·
2008 ·
2009 ·
2010 ·
2011 ·
2012 ·
2013 ·
2014 ·
2015 ·
2016 ·
2017 ·
2018 ·
2019 ·
2020 ·
2021 ·
2022 ·
2023 ·
2024 ·
2025